# Egipska łódź trzcinowa
Egipska łódź trzcinowa – łódź żaglowa zbudowana z trzciny papirusowej, wykorzystywana głównie do żeglugi po Nilu. Jeden z najstarszych typów łodzi na świecie. Początkowo kształtem przypominała tratwę. Dopiero ok. 3500 p.n.e. jej dziób i rufę zagięto do góry, nadając jej właściwy dla łodzi kształt.
Łodzie były budowane z powiązanych wiązek trzciny. Najgrubsze wiązki układane były na zewnątrz i tworzyły poszycie. Żagiel był kwadratowy, utkany z papirusu. Wisiał na 2 rejach połączonych ze sobą i przymocowanych do masztu składającego się z 2 belek.
Tratwy i łodzie tego typu są współcześnie używane w Afryce Wschodniej, Zatoce Perskiej i Ameryce Południowej.